# Ács Dániel
Ács Dániel  magyar újságíró és dokumentumfilm-rendező, a magyar internetes videós újságírás és magyar politikai dokumentumfilmek meghatározó alakja, a 444.hu munkatársa. Munkáit Hégető Honorka-díjjal (2011, 2017), Gőbölyös Soma-díjjal (2018), Minőségi Újságírásért díjjal (2021) és az „Év gazdasági újságírója” (2019) elismeréssel jutalmazták.

## Életrajz
Gimnáziumi tanulmányait a fővárosi Szent István, majd az Eötvös József Gimnáziumban végezte, itt érettségizett 1998-ban. Ezután az (ELTE-n tanult és közben saját reklámokkal foglalkozó vállalkozásba kezdett.
2006-ban kezdett az Uj Péter vezette Index.hu-nak külsősként dolgozni, majd még abban az évben csatlakozott a lap alakuló új videórovatához, aminek állandó munkatársa lett. Legfontosabb munkái a jelenkori magyar társadalom mindennapjait érintő problémák bemutatásával foglalkoztak: dizájner drogok, alkoholizmus, rasszizmus és a morális, illetve emlékezetpolitikai hiányosságok.  
2013-ban követte Uj Pétert és részt vett a főleg régi indexesekből alakuló új portál a 444.hu alapításában, azóta is itt dolgozik. Nagyon változatos témákkal foglalkozik: bemutatta a magyar YouTube szcénát, filmet készített a magyar „rapháborúról”, fesztivál-valóságshow-t forgatott, készített „natív hirdetési” anyagokat is. Csinált riportot arról, milyen a láthatatlan munka: egész nap, anyaként, otthon kisgyerekeket gondozni. 2017 óta több komoly politikai oknyomozó anyaggal jelentkezett, elsősorban a ferencvárosi parkolási és ingatlanügyekkel. 
2021-ben a 444.hu olvasóinak támogatásából készítette el a Gyilkosok emlékműve című filmjét, amiben a 12. kerület nyilas múltját és annak ellentmondásos emlékezetének történetét tárja fel a Turul szobor körül kialakul politikai vitákon keresztül. 
Újságírás mellett részt vesz az ELTE Média és Kommunikáció Tanszékének oktatási munkájában és a videós újságírásról tart órákat.     
Herczeg Márk, Botos Tamás és Ács Dániel „Ezek az újságírók bemerészkedtek Magyarország legsúlyosabb no-go zónájába, és befostak” címmel készített videót 2016 októberében az Országgyűlés épületében, amivel megszegték az országházi sajtótudósítás szabályozása – egyes vélemények szerint viszont elsősorban az újságírók munkájának megnehezítése – céljából hozott 9/2013-as számú házelnöki rendelkezést, és ennek következtében ki lettek tiltva az Országgyűlés épületéből.
2018-ban a ferencvárosi parkolási és ingatlanügyeket feltáró cikk- és videósorozatáért megkapta a legjobb oknyomozó munkáért járó Gőbölyös Soma-díjat. A sorozat miatt a ferencvárosi önkormányzat más felperesekkel közösen több pert indított sajtó-helyreigazítást kérve, amelyeket a bíróság többségében (11 pontból nyolc pontban) elutasított, azonban a cikksorozat egy cikke esetén a Fővárosi Ítélőtábla három pontban helyreigazításra kötelezte a hírportált. Szintén ezért a videósorozatért ismerte el a Magyar Újságírók Országos Szövetsége is a 2019. évi Gazdasági újságíró díjával.

## Családja
Édesanyja: Székely Júlia művészettörténész, szociológus. Édesapja: Ács Pál irodalomtörténész, újságíró és egyetemi oktató. Testvére: Ács Borbála gasztroújságíró és Ács Miklós.

## Legfontosabb videói
- Magyar vagyok, alkoholista! (2009)[16]
- Lehet, hogy a legveszélyesebb drog, lehet, hogy ártalmatlan (2010)[17]
- Rá volt írva, hogy halál a magyarokra! (2010)[18]
- Rapháború (2014)[19]
- Vizsgáztunk a Csábítás Akadémián (2015)[20]
- Serrano (2016)[21]
- Parlament, mint no go zóna (2016)[22]
- Ez a férfi 24 órára beállt háziasszonynak (2016)[23]
- Ferencvárosi parkolási ügyek – Teljes film (2019)[24]
- Gyilkosok emlékműve (2021)[25]
- Valótlanul: Fekete kampányok az Orbán-rendszerben (2023) [26]

## Könyvei
- Nem tudhatod - Egy tarkólövés meghamisítása (Magyar Jeti Zrt. 2024.) ISBN 9772677145001